# Moscazzano
Moscazzano (lombardul: Muscasà, Muschesà vagy Moschesà) település Olaszországban, Lombardia régióban, Cremona megyében. Lakosainak száma 709 fő (2023. január 1.). Moscazzano Bertonico, Credera Rubbiano, Ripalta Cremasca, Ripalta Guerina, Montodine és Turano Lodigiano községekkel határos.

## Népesség
A település lakossága az elmúlt években az alábbi módon változott:
| Lakosok száma | 813  | 800  | 776  | 709  |
|               | 2013 | 2017 | 2018 | 2023 |